# Étienne de Vignolles
 (novembre 2013).
Pour les articles homonymes, voir Lahire et La Hire.
Étienne de Vignoles (né vers 1390 à Préchacq-les-Bains et mort le 11 janvier 1443 à Montauban), dit La Hire, est un homme de guerre français, qui était compagnon d'armes de Jeanne d'Arc, il a été fait bailli du Vermandois, capitaine général de Normandie, comte de Longueville et d’Évreux. Il aurait peut-être été le seul à avoir tenté de délivrer la Pucelle emprisonnée.
On prétend que le surnom « La Hire » lui fut donné par les Anglais qui l’avaient surnommé “La Hire-Dieu”,. Il était courant que les hommes d'armes portassent un surnom, qui pouvait provenir d'une caractéristique physique, d'un défaut caractéristique ou d'un nom de lieu. L'explication la plus répandue est que La Hire vient de son caractère coléreux (l'ire en ancien français), mais on peut supposer aussi une référence à son origine géographique (Hinx) ou deux localités situées près de Vignoles (la Hite ou Larehille).
Dans la deuxième moitié du XIVe siècle, les cartes à jouer font leur apparition en France. Les emblèmes adoptés sont le trèfle, le pique, le carreau et le cœur. La Hire passera à la postérité comme valet de cœur de ces jeux, souvent orthographié Lahire.

## Biographie
De petite noblesse gasconne, Étienne de Vignolles (Estève de Vinhòlas en gascon) naît à une date inconnue, peut-être vers 1380 ou 1390, à Préchacq (Landes, ancienne province de Gascogne), localisation également hypothétique.
Étienne de Vignoles se rallie au dauphin Charles en 1418 et se distingue contre les Bourguignons au siège de Coucy. En 1419, il se rend maître de Crépy, du Crotoy, mais peu de temps après, il en est délogé par Philippe le Bon en janvier 1420. Il se retire et se dirige vers la Lorraine afin d'aider René d'Anjou, héritier du duc Charles II de Lorraine, agressé par le duc de Bourgogne. Mais à partir de 1422, le duc de Lorraine se rallie aux Bourguignons et aux Anglais. La Hire et ses hommes brûlent alors 18 villages de la région. En 1423, il attaque Châlons-sur-Marne. Plus tard, il quitte Vitry-le-François et saccage le Luxembourg. En 1424, il se dirige en direction du Maine. 
En 1426 il est reconnu gouverneur de la ville de Vendôme et de son comté, lors d’une partie de la captivité du comte Louis Ier de Bourbon-Vendome
La Hire offre ses services au « bâtard d'Orléans » puis, avec d'autres capitaines, attaque et tient Le Mans. Mais il en est chassé par John Talbot, en 1427.
Le 5 septembre 1427, il participe à la levée du siège de Montargis.
En 1429, il suit Jeanne d'Arc à partir de Blois (22 avril). Il combat à ses côtés au siège d’Orléans et fait des prodiges lors des batailles de Jargeau et de Patay. Il est récompensé pour ces exploits du baillage du Vermandois.
Après la capture de Jeanne d’Arc, il s’approche de Rouen en 1431 pour tenter de la délivrer, mais tombe lui-même aux mains des Anglais et se retrouve prisonnier. Il était compagnon de Jean Poton de Xaintrailles.
L’année suivante, ayant réussi à s’échapper du donjon de Dourdan, il reprend la guerre en Artois, en Île-de-France et en Picardie, remporte notamment une victoire à Gerberoy (1435), mais multiplie aussi les actes de cruauté et les pillages, notamment à la tête de sa troupe d'Écorcheurs.
Son frère Amadoc de Vignoles est tué lors de la prise de Creil par John Talbot en mars 1434. Il fait la campagne de Normandie en 1435 avec Dunois.
Étienne de Vignoles est fait seigneur de Montmorillon en janvier 1436, capitaine général de Normandie et seigneur de Longueville. Il épouse Marguerite de David, dame de Droisy, dont il n’a pas d'enfant. Enfin, il prend part à la campagne de Gascogne en 1442, qui débute par la reprise de Tartas à quelques kilomètres de son village de naissance. Quelques mois plus tard, il meurt des suites de ses blessures à Montauban, où il hivernait avec le roi Charles VII. Son tombeau, installé à sa demande dans la chapelle Saint-Laurent de Montmorillon et orné d'un gisant le représentant, disparaît à la Révolution. Une dalle commémorative figure toujours dans la chapelle.

## Blason
Blasonnement : « de sable à trois grappes de vigne d'argent posées 2 et 1, chaque grappe accompagnée d’une feuille ».

## Représentation
Dans les jeux de cartes, il est le valet de cœur, souvent orthographié « Lahire ».
Son rôle est interprété pour le grand ou le petit écran par :
- Hobart Bosworth, dans Jeanne d'Arc de Cecil B. DeMille (1916) ;
- Fernand Mailly, dans La Merveilleuse Vie de Jeanne d'Arc, fille de Lorraine de Marco de Gastyne (1929) ;
- Ward Bond, dans Jeanne d'Arc de Victor Fleming (1948) ;
- Patrick Barr, dans Sainte Jeanne de Otto Preminger (1957) ;
- Claude Brosset, dans Jeanne d'Arc, le pouvoir et l'innocence de Jean-François Griblin et Pierre Moinot (1989) ;
- Stéphane Boucher dans Jeanne la Pucelle de Jacques Rivette (1994) ;
- Richard Ridings, dans Jeanne d'Arc de Luc Besson (1999) ;
- Peter Strauss dans Jeanne d'Arc de Christian Duguay (1999).

La Hire fait une apparition en tant qu'unité d'infanterie dans le jeu vidéo Age of Empires II: The Age of Kings (1999) d'Ensemble Studios.
La Hire est un des personnages jouables qui rejoint Jeanne d'Arc dans le tactical RPG Jeanne d'Arc (2006) de Level-5. Il y est représenté en tant que lion anthropomorphique[réf. nécessaire].
La Hire apparaît en tant que personnage jouable dans le jeu vidéo Inazuma Eleven GO Chrono Stone (2012) de Level-5.
La Hire est le héros de la bande dessinée Metal Hurlant (2013) de Loïc Secheresse.
La Hire apparaît également dans le light novel, manga et anime Ulysse : Jeanne d'Arc et le chevalier alchimiste (2015-2018) sous les traits d'une femme.